# Маркиз де Хабалькинто

Герб дома Бенавидес, маркизов де Хабалькинто

Герб дома Пиментелей, маркизов де Хабалькинто

Герб герцога Осуна

Герб муниципалитета Хабалькинто, провинция Хаэн, автономное сообщество Андалусия

Маркиз де Хабалькинто — испанский дворянский титул. Он был создан 22 декабря 1617 года королем Испании Филиппом III для Мануэля де Бенавидеса и Базана, 5-го сеньора де Хабалькинто.
19 марта 1835 года королева-регентша Мария Кристина, управлявшая государством от имени своей дочери, королевы Изабеллы II, пожаловал титул гранда Испании Педро де Алькантаре Тельес-Хирону и Пиментелю, 9-му маркизу де Хабалькинто (1786—1851).
Название маркизата происходит от названия муниципалитета Хабалькинто, провинция Хаэн, автономное сообщество Андалусия.
Первоначально маркизат принадлежал дому Бенавидес, а затем титул перешел к графам Бенавенте, а позднее к герцогам Осуна. Маркизам де Хабалькинто принадлежит несколько земельных участков в провинции Хаэн и собственность в Хабалькинто, Андухаре, Байлене и Линаресе.

## Сеньоры де Хабалькинто
- Мануэль I де Бенавидес (? — 1459), 1-й сеньор де Хабалькинто. Сын Диа Санчеса де Бенавидеса, 3-го сеньора де Сантистебан-дель-Пуэрто, (? — 1413), и Марии де Мендосы и Фернандес де Айялы.

1. Супруга — Марии Эльвира Манрике де Рохас (? — 1441), сеньора де Фромиста, дочь Гомеса Манрике де Лара, 1-го сеньора де Рекена, и Санчи де Рохас и Велес де Гевары, сеньоры де Санта-Гадея, Вильявета, Аркос-де-Халон.

- Хуан I Альфонсо де Бенавидес Эль-Буэно (? — ?), 2-й сеньор де Хабалькинто, сын предыдущего.

1. Супруга — Беатрис де Валенсия и Бракамонте, дочь Диего де Валенсии и Альдонсы де Бракамонте.

- Мануэль II де Бенавидес (1469 — ?), 3-й сеньор де Хабалькинто, сын предыдущего.

1. Супруга — Луиза Манрике де Лара (1465—1518), дочьи Хорхе Манрике де Лары и Фигероа, сеньора де Бельмонтехо, и Гиомар де Менесес Айяла

- Хуан II де Бенавидес (? — ?), 4-й сеньор де Хабалькинто, сын предыдущего.

1. Супруга — Мария де Базан, дочь Альваро «Эль-Вейхо» Базана и Солиса, сеньора де Финелас и Герафе, и Анны де Гусман и Кордовы.

- Мануэль III де Бенавидес и Базан (? — 1620), 5-й сеньор де Хабалькинто, сын предыдущего.

## Маркизы де Хабалькинто
- Мануэль де Бенавидес и Базан (? — 1620), 1-й маркиз де Хабалькинто, сын Хуана де Бенавидеса, 4-го сеньора де Хабалькинто, и Марии де Базан.

1. Супруга — Каталина де Рохас и Рибера,
2. Супруга — Хосефа де ла Куэва и Гусман. Ему наследовал его сын от первого брака:

- Хуан Франсиско де Бенавидес (? — 1636), 2-й маркиз де Хабалькинто.

1. Супруга — Изабель де ла Куэва и Бенавидес, маркиза де Вилья-Реаль, дочь Альваро де Бенавидеса и Марии де Базан и Бенавидес. Ему наследовала их дочь:

- Изабель де Бенавидес (? — 1653), 3-я маркиза де Хабалькинто.

1. Супруг — Алонсо Антонио Пиментель и Киньонес, 6-й герцог де Бенавенте (1615—1677). Ей наследовал их старший сын:

- Гаспар Пиментель и Бенавидес (? — 1663), 4-й маркиз де Хабалькинто, 5-й маркиз де Вилья-Реаль, 10-й граф де Луна.

1. Супруга — Мануэла де Аро и Гусман, дочь Луиса Мельчора Мендеса де Аро и Гусмана, 6-го маркиза дель-Карпио, и Каталины де Арагон Фернандес де Кордовы. Ему наследовал его младший брат:

- Франсиско Казимиро Пиментель де Киньонес и Бенавидес (1655—1709), 5-й маркиз де Хабалькинто, 9-й герцог де Бенавенте, 13-й граф де Майорга.

1. Супруга — Мария Антония Велес де Геваре, дочь Бельтрана Велеса де Гевары и Гевары, 1-го маркиза де Кампо-Реаль, и Каталины Велес Ладро де Гевары и Манрике де ла Серды, 9-й графини де Оньяте.
2. Супруга — Мануэла де Суньига Сармьенто, дочь Хуана Мануэля де Суньиги Сотомайора и Мендосы, 9-го герцога де Бехар, Терезы Сармьенто де Сильвы и Фернандес де Ихар. Ему наследовал его сын от второго брака:

- Антонио Франсиско Пиментель и Киньонес[исп.] (? — 1743), 6-й маркиз де Хабалькинто, 10-й герцог де Бенавенте, 13-й граф де Альба-де-Листе.

1. Супруга — Мария Игнасия Хуана Магдалена Франсиска Паскуала де Борха и Кордова (1677—1711), дочь Паскуаля Франсиско де Борха и Сентельес Понсе де Леон, 10-го герцога де Гандия, и Хуаны Марии Фернандес де Кордовы и Фигероа.
2. Супруга — Мария Филиппина ван Горн, дочь Филиппа Эммануэля, принца ван Горна, и Марии Анны Антуанетты де Линь. Ему наследовал его сын от первого брака:

- Франсиско Пиментель Вигил де Киньонес[исп.] (1703—1763), 7-й маркиз де Хабалькинто, 11-й герцог де Бенавенте, 14-й граф де Альба-де-Листе.

1. Супруга — Франсиска де Бенавидес и де ла Куэва (1715—1735), дочь Мануэля де Бенавидеса и Арагона, 1-го герцога де Сантистебан-дель-Пуэрто, и Анны Каталины де ла Куэва и Ариас де Сааведра, 9-го графа де Кастельяр.
2. Супруга — Мария Фаустина Тельес-Хирон и Перес де Гусман (1724—1797), дочь Хосефа Марии Тельес-Хирона, 7-го герцога де Осуна, и Франсиски Бибианы Перес де Гусман. Ему наследовала его дочь от второго брака:

- Мария Хосефа Пиментель и Тельес-Хирон (1750—1834),8-я маркиза де Хабалькинто, 12-я герцогиня де Бенавенте.

1. Супруг — Педро де Алькантара Тельес-Хирон и Пачеко (1755—1807), 9-й герцог де Осуна. Ей наследовал их младший сын:

- Педро де Алькантара Тельес-Хирон и Пиментель (1786—1851), 9-й маркиз де Хабалькинто.

1. Супруга — Мария Росарио Фернандес де Сантильян и Вальдивия (1795—1857), дочь Хосе Игнасио Фернандеса де Сантильян и Вильсис, 5-го маркиза де Ла-Мотилья, и Игнасии Вальдивии и Фернандес де Кордовы. Ему наследовал их сын:

- Педро де Алькантара Тельес-Хирон и Фернандес де Сантильян (1812—1900), 10-й маркиз де Хабалькинто, 13-й герцог де Осуна.

1. Супруга — Хулия Фернандес Домине и Десмаисиарес (1842—1901), дочь Антонио Хосе Домине и Мена и Марии Долорес Десмаисиерес и Фернандес де Сантильян. Ему наследовал их дочь:

- Мария де лос Долорес Тельес-Хирон и Домине (? — 1939), 11-я маркиза де Хабалькинто.

1. Супруг — Эмилио Бесиерес и Рамирес де Арельяно. Их брак был бездетным. Ей наследовала её племянница:

- Анхела Мария Тельес-Хирон и Дуке де Эстрада (1925—2015), 12-я маркиза де Хабалькинто, 16-я герцогиня де Осуна. Единственная дочь Мариано Тельес-Хирона и Фернандеса де Кордовы, 15-го герцога де Осуна (1887—1931), и Петры Дуке Эстрады и Морено (род. 1900), маркизы де Вильяпанес.

1. Супруг — Педро де Солис-Бомонт и Ласско де ла Вега (1916—1959), маркиз де Валенсина и маркиз де лас Торрес де ла Пресса
2. Супруг — Хосе мария де ла Торре и Монтальво (1923—1991), 6-й маркиз де Монтемусо и 8-й маркиз де Алькантара-дель-Куэрво. Ей наследовала её старшая дочь от первого брака:

- Анхела Мария де Солис-Бомонт и Тельес-Хирон (род. 1950), 13-я маркиза де Хабалькинто, 17-я герцогиня де Осуна.

1. Супруг — Альваро де Ульоа и Суэльвес, 11-й маркиз де Кастро-Серна (род. 1950).